# Clippiacum

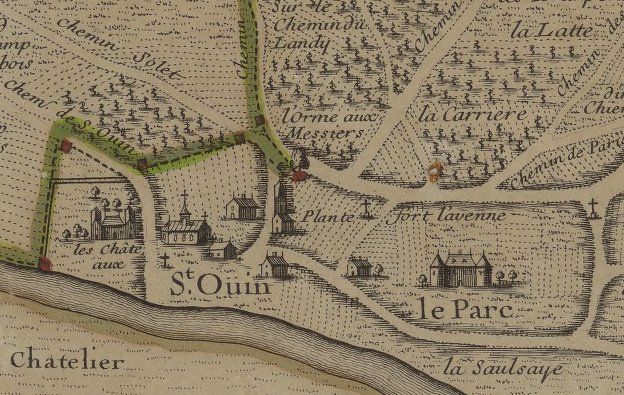
Plan du terroir de St-Denis en France et des paroisses de La Chapelle d'Aubervilliers, de la Cour Neuve, de Stains, de Pierrefitte, de Villetaneuse, d'Epinay et St-Ouen. Auteur : Charles Inselin. Graveur. Sur la droite, on peut voir le Château de Saint-Ouen.

La villa Clippiacum (Clippiacum Villa Regalis, Palatium Clippiacum. Au XIIe siècle Clichiacum) est une ancienne villa royale située sur les territoires de Clichy et de Saint-Ouen-sur-Seine, en Seine-Saint-Denis,, centrée sur le quartier du Vieux Saint-Ouen, où se trouve l'actuelle église Saint-Ouen-le-Vieux,. Élevé sur un promontoire de quelques mètres, habité depuis le Paléolithique moyen, et où poussent quelques pieds de vigne, l'endroit domine la Seine. Toutes proches, la rue Saint-Denis se dirige vers l'abbaye du même nom, et la rue du Landy va vers Aubervilliers.

## Toponymie
Deux thèses s'affrontent au sujet l'origine du nom :
- L'existence supposée d'un propriétaire gallo-romain, dont le nom aurait donné en latin domaine de Cleppius[7]
- Selon Léopold Pannier et l'historien Elphège Vacandard, faisant référence au monticule où est sise l'église, il s'agirait de la racine germanique, "Klippe" (falaise, écueil) à laquelle aurait été ajouté le suffixe gallo-romain "acum"[4].

## Palais mérovingien
Clotaire II, père de Dagobert Ier, y installe sa résidence principale et sa Cour depuis 614.  Judicaël, roi des Bretons, vient en 636 se soumettre à Dagobert. De nombreux actes et diplômes des rois mérovingiens sont signés à cet endroit (datum Clipiaco). Saint Ouen y meurt le 24 août 684, et une chapelle est bâtie à sa mémoire, à laquelle se rendent les premiers pèlerins.
Mais le déclin frappe Clippiacum, et en 741, Charles Martel fait présent à l'Abbaye de Saint-Denis de ce qui reste de la villa: une chapelle dont on ne sait rien, des terres et quelques cabanes de pêcheurs et de vignerons. La villa est mentionnée une dernière fois lorsqu'en 781, Charlemagne y signe une charte. Le village est encore recensé dans les biens de l’abbaye de Saint-Denis en 832.

## Résidence royale au Moyen Âge
À cette époque, la villa mérovingienne a disparu. En 1193, Philippe Auguste donne à Gaucher III de Châtillon une grande partie des terres de la villa. En 1285, un manoir est acheté sur ce domaine par Guillaume de Crépy, clerc des archives royales de Philippe III le Hardi. Charles de Valois l'acquiert par spoliation en 1299, et y fait faire des travaux de construction. Ce manoir est par la suite fréquenté par Philippe IV le Bel. Jean le Bon hérite du domaine qu'il baptise la Noble-Maison, et y fonde l'Ordre de l'Étoile en 1352.
L'ordre étant sur le déclin, en 1482, Louis XI fait don du palais aux moines de l'Abbaye de Saint-Denis.
Au XVIIIe siècle, on perd trace des bâtiments royaux et seigneuriaux.

## Ancien Régime

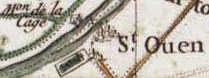
Le Vieux-Saint-Ouen, sur l'emplacement de la villa Clippiacum, sur la carte de Cassini de 1756.

Sans reprendre son statut de domaine royal, l'emplacement conserve des lieux de pouvoir, ainsi le château de Saint-Ouen à l'ouest de la rue du Landy.
Une autre demeure a marqué cet endroit de sa présence: Sous Louis XVI, Jacques Necker acquiert des créanciers du prince de Soubise une grande maison à proximité de l'église, au bord de la Seine, et qui, construite vers 1743 et appelée à l’époque Château Sainte-Anne, avait aussi appartenu au duc de Gesvres. La rue des Châteaux à Saint-Ouen-sur-Seine en conserve le souvenir. 
Vers 1825, le baron Ternaux rachète cette demeure et son terrain et y fait bâtir une manufacture. On dit qu'en bâtissant la maison du précédent propriétaire, un certain Doria ou Dauriac, on y aurait trouvé vers 1750 une pierre sur laquelle était gravé Ici s’élevait la maison de Dagobert. Par la suite, la bâtisse, localement surnommée "Petit-Château" ou "Château-Necker" sera acquise par Alexandre Legentil qui l'offrira aux Oblats de Saint François de Sales. Son emplacement est aujourd'hui occupé par l'Institut supérieur de mécanique de Paris.